# Volkswagen CC
Volkswagen CC (до початку 2012 року, Volkswagen Passat CC) — чотирьохдверний седан, сконструйований на базі VW Passat B6 (Typ 3C) випускався з 2008 року на заводі концерну Фольксваген в місті Емден. Passat CC замінено новою моделлю Arteon.

## Опис

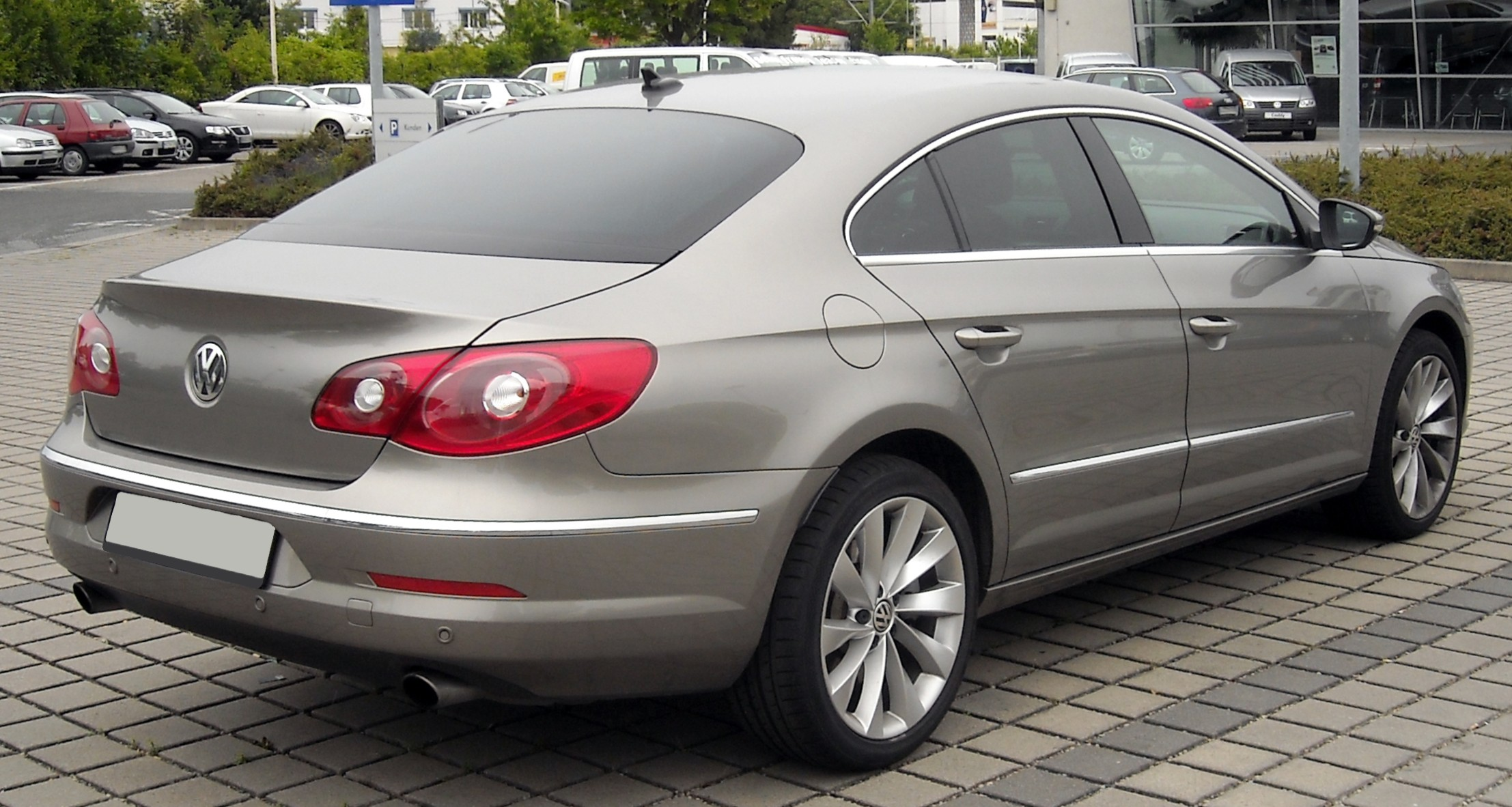
Volkswagen Passat CC (2008-2012)

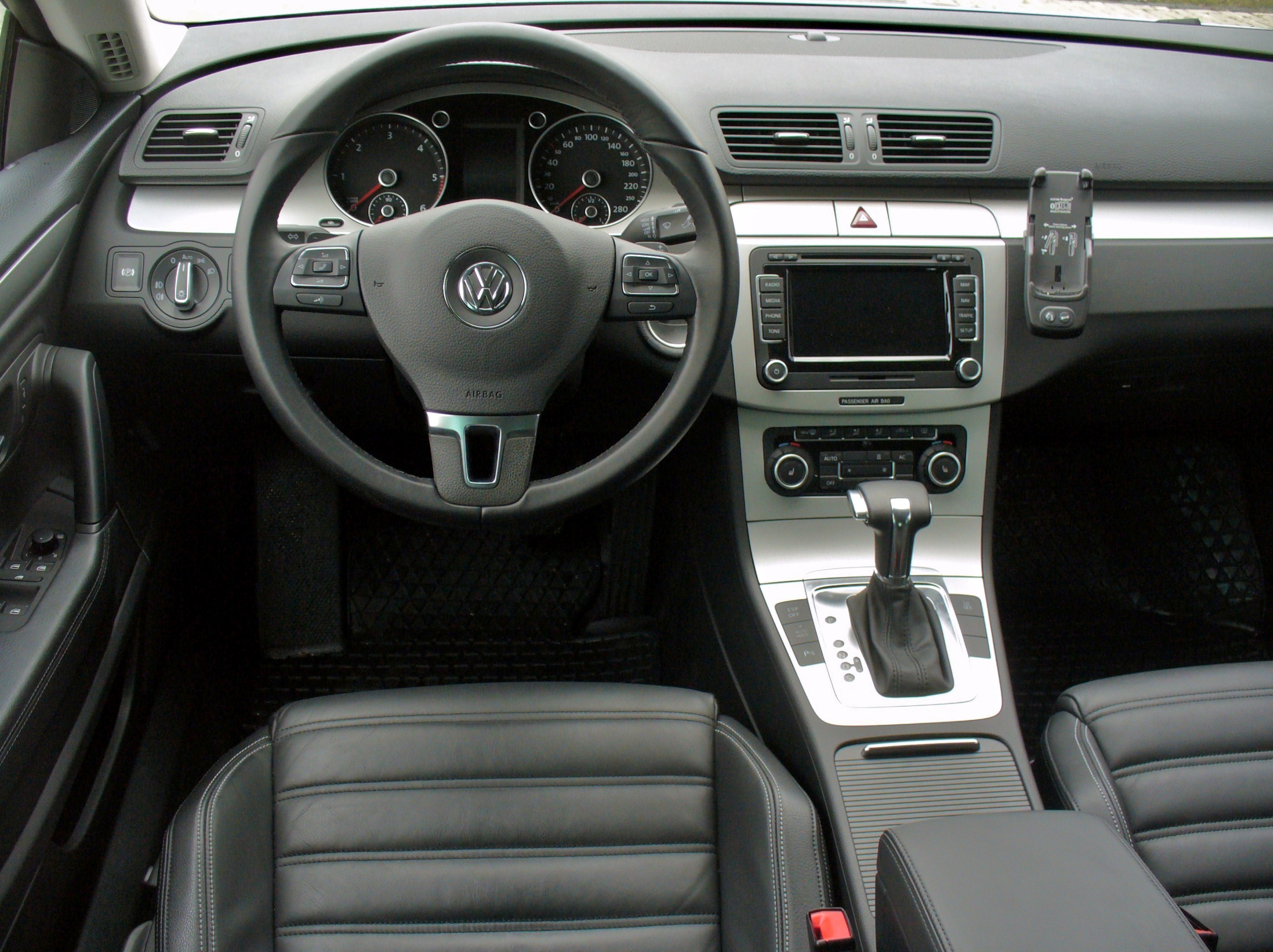
Cockpit Passat CC

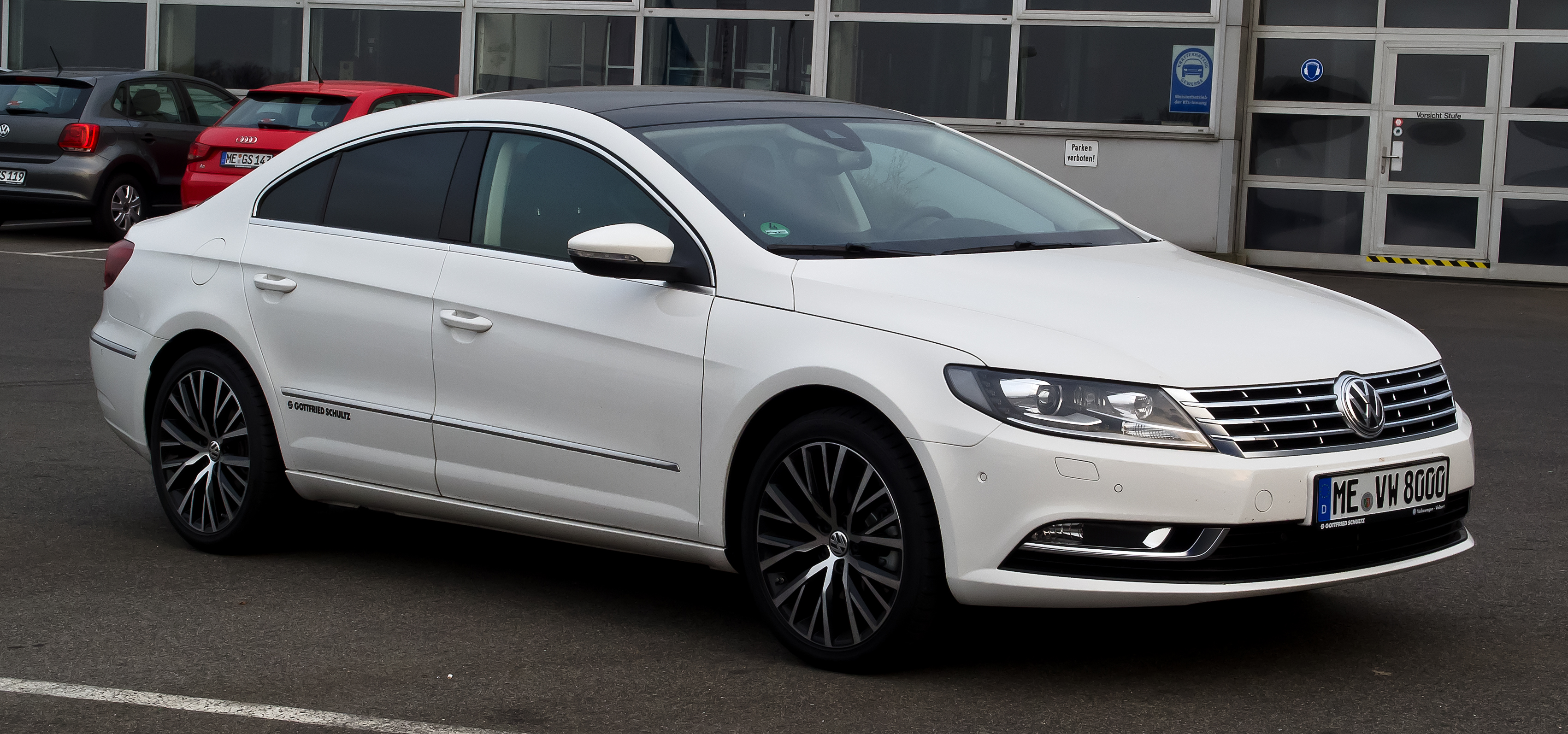
Volkswagen CC (з 2012)

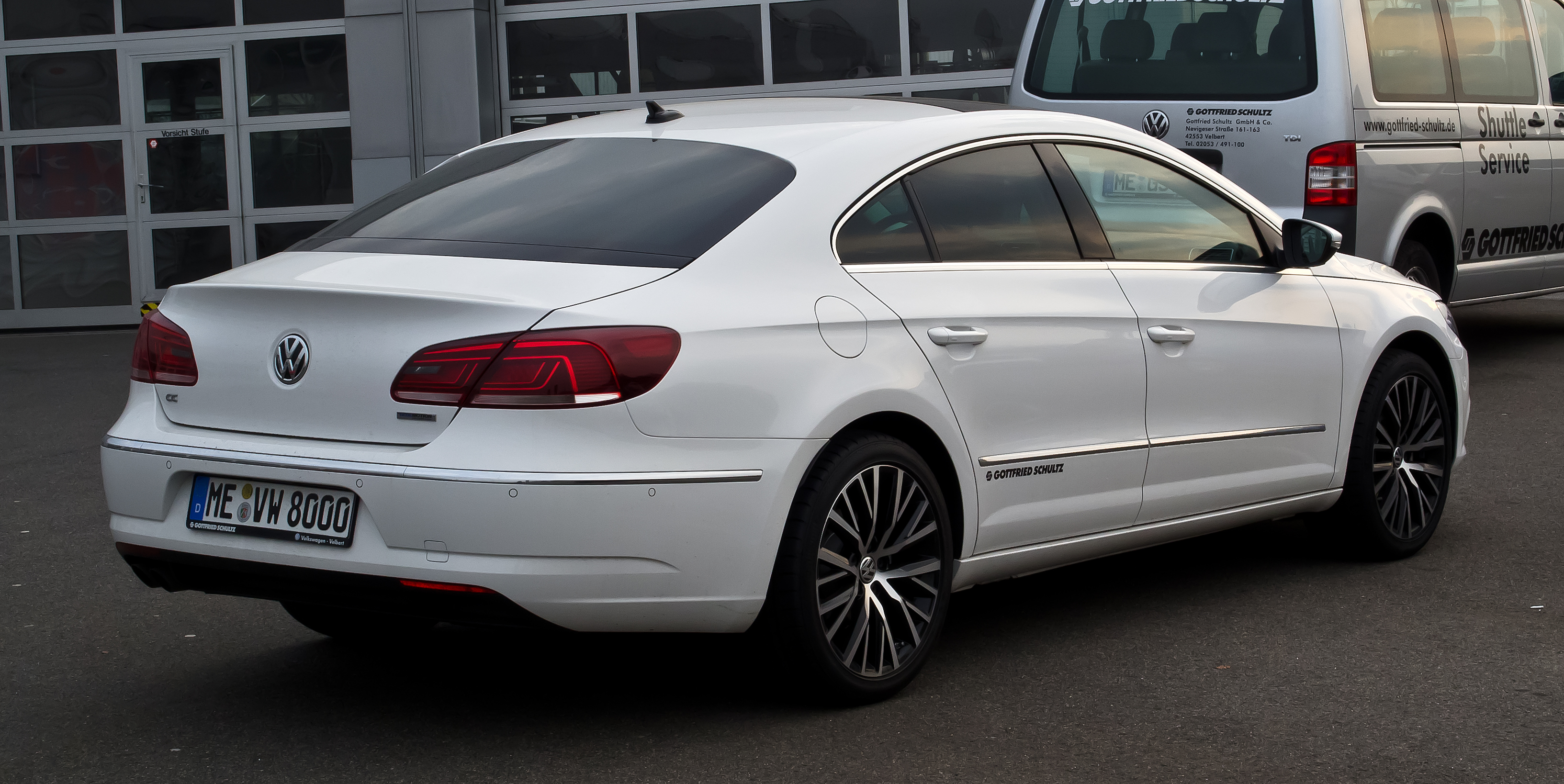
Volkswagen CC (з 2012)

Букви -CC- в назві моделі розшифровуються як «комфорт-купе» (нім. Comfort-Coupé), до котрого дещо тяготіє більш «розплющена», спортивна форма кузова цієї моделі. Однак ця модель замислювалася керівництвом концерну Фольксваген не як модифікація звичайного Passat'у, а як авто іншого, більш підвищенного комфортного класу — для заповнення ринкової ніші між класичним Passat'ом і моделлю люкс-класу VW Phaeton.
Вперше Passat CC був представлений на виставці Detroit Motorshow в 2008 році. В цьому ж році розпочалось його виробництво в Європі, а півроком пізніше в США.
В Китаї автомобіль продається під назвою Volkswagen Magotan CC.

#### Фейсліфтинг 2012
У 2012 році модель оновили, автомобіль отримав назву Volkswagen CC.

### Двигуни і технічні дані
| Passat CC                                           | 1.8 TSI                        | 2.0 TSI CCZB (USA)                                   | 2.0 TSI                        | 3.6 V6                                          | 2.0TDI                         | 2.0 TDI                        |
| --------------------------------------------------- | ------------------------------ | ---------------------------------------------------- | ------------------------------ | ----------------------------------------------- | ------------------------------ | ------------------------------ |
| Роки випуску                                        | з 2008                         | з 2008                                               | з 2008                         | з 2008                                          | з 2008                         | з 2008                         |
| Двигун і циліндри                                   | Р4- Бензиновий                 | Р4- Бензиновий                                       | Р4- Бензиновий                 | V6-Бензиновий                                   | Р4-Дизельний CR                | Р4-Дизельний CR                |
| Об'єм                                               | 1798 см³                       | 1984 см³                                             | 1984 см³                       | 3597 см³                                        | 1986 см³                       | 1986 см³                       |
| Потужність                                          | 118 кВт (160 к.с.) при 5000/хв | 155кВт (210,8 к.с.) при 5,300–6,200                  | 147 кВт (200 к.с.) при 5100/хв | 220 кВт (300 к.с.) при 6600/хв                  | 103 кВт (140 к.с.) при 4200/хв | 125 кВт (170 к.с.) при 4200/хв |
| макс. Крутний момент                                | 250 Н·м при 1500/хв            | 280 Н·м при 1700-5200                                | 280 Н·м при 1700/хв            | 350 Н·м при 2400/хв                             | 320 Н·м при 1750/хв            | 350 Н·м при 1750/хв            |
| КПП, серійна                                        | 6-ступінчата механічна         | 6-ступінчата механічна                               | 6-ступінчата механічна         | 6-ступінчата автоматична з подвійним зчепленням | 6-ступінчата механічна         | 6-ступінчата механічна         |
| КПП, опційна                                        | ніякої опції                   | 6-ступінчата автоматична (DSG 6 з мокрим зчепленням) | 6-ступінчата автоматична       | ніякої опції                                    | 6-ступінчата автоматична       | 6-ступінчата автоматична       |
| привід (серійний)                                   | передній привід                | передній привід                                      | передній привід                | повнопривідний                                  | передній привід                | передній привід                |
| Максимальна швидкість, км/год                       | 222                            | 242 /DSG 240                                         | 237/232                        | 250 (обмежена електронікою)                     | 213/210                        | 227/224                        |
| Розгін, 0–100 км/год в с                            | 8,6                            | 6.5/ 6.5                                             | 7,6/7,8                        | 5,6                                             | 9,8                            | 8,6                            |
| Витрати пальногов л/100 км), комбіновано            | 7,6 (Super-бензин)             |                                                      | 7,9/8,5 (Super-бензин)         | 10,1(Super-бензин)                              | 5,8/6,2 (дизель)               | 5,8/6,1 (дизель)               |
| Викид CO2 в гр/км, комбіновано                      | 180                            | 171/182                                              | 186/199                        | 242                                             | 153/163                        | 153/159                        |
| Стандарт викиду вихлопних газів за EU-класифікацією | Euro 4                         | Euro 4                                               | Euro 4                         | Euro 4                                          | Euro 4                         | Euro 4                         |

## Продажі
| рік  | США    |
| ---- | ------ |
| 2011 | 29,502 |
| 2012 | 21,646 |
| 2013 | 15,672 |
| 2014 | 9,995  |
| 2015 | 6,276  |
| 2016 | 3,237  |
| 2017 | 1,355  |
| 2018 | 455    |
| 2019 | 59     |